# Irina Athanasiu
Irina Athanasiu (n. 7 martie 1948 - d. 28 decembrie 2006) a fost profesor universitar în știința calculatoarelor la Universitatea Politehnica din București, Facultatea de Automatică și Calculatoare. Este recunoscută pentru contribuțiile sale în limbaje formale de calcul, în sisteme de calcul, în introducerea in România a sistemului de operare Linux, și în pregatirea tehnică a numeroase generații de specialiști români în calculatoare.

## Activitate profesională
Irina Athanasiu a absolvit, ca șefă de promoție, cursurile Facultății de Electronică și Telecomunicatii, secția de Electronică Aplicată/Industrială, Institutul Politehnic București. A devenit cadru didactic în cadrul Facultății de Automatică și Calculatoare, unde a urcat treptat în ierarhia universitară și a devenit profesor universitar emerit.
În anii 90, Irina Athanasiu a devenit un personaj cheie în introducerea și propagarea în România a sistemului de operare Linux.  Împreună cu Alexandru Rotaru (IIRUC, Întreprinderea pentru Întreținerea și Repararea Utilajelor de Calcul), a fondat grupul GURU (Grupul Utilizatorilor Români de UNIX), și a sprijinit organizarea conferințelor ROSE (Romanian Open Systems Event), unde l-a invitat și găzduit în România, între alții, pe Linus Torvalds, creatorul sistemului de operare Linux. De asemenea, Irina Athanasiu a inițiat și supravegheat constituirea în campusul Politehnica Bucuresti a laboratoarelor SUN (anul 1997) și Motorola (anul 2000), a contribuit semnificativ la promovarea acțiunii Free UNIX pentru România, și a contribuit decisiv la promovarea limbajului Java in România.
În aceeași perioadă, Irina Athanasiu a scris și publicat un număr de cărți de specialitate, utilizate frecvent de specialiștii români in calculatoare: "Microprocesoarele 8086, 286, 386", "Inițiere in Turbo Pascal", "Tehnici de programare" , "Sistemul de operare UNIX", "Limbajul de programare Java", "Turbo Pascal 6.0", "Borland Pascal 7.0 pentru Windows", "Wordstar". Parte din aceste cărți sunt bazate pe cursurile pe care Irina Athanasiu le-a predat la Politehnică. Cursurile predate de-a lungul carierei de asemenea includ: "Limbaje Formale și Automate", "Proiectarea translatoarelor", "Programare în limbaj de asamblare", "Concepte moderne în programare". 
Irina Athanasiu este recunoscută de generații întregi de studenți ca profesorul din Universitatea Politehnică București care, dupa 1989, s-a implicat cel mai mult în ajutarea studenților - și a celor care au vrut să lucreze sau să studieze în străinătate, și a celor care au vrut să rămână în țară. A îndrumat numeroase teze de doctorat și masterat la Politehnică, a scris nenumarate scrisori de recomandare pentru foști studenți, și a ajutat mai multe proiecte europene și firme de IT din străinătate (e.g., Philips Research) să recruteze studenți din România, fără să discrimineze între studenții dânsei și studenții altor profesori.  În mod remarcabil, a ajutat la formarea profesională a unui număr neobișnuit de cercetători și profesori femei. Între foștii săi studenți se numără, conform articolului "Trebuie să fiu mândră?", între mulți alții, George Ciprian Necula (Berkeley), Toma Tudor (Microsoft), Cristian Petculescu (Microsoft), Ioana Burcea (IBM), Ion Stoica (premiul ACM 2001 pentru cea mai bună teză de doctorat în știința calculatoarelor).
În afară de faptul că a ajutat pe studenții care voiau să plece în străinătate, Irina Athanasiu a încercat de asemenea să creeze alternative viabile în România, pentru a oferi studenților buni și alternativa de a rămâne în țară. Între foștii săi studenți se numără, conform articolului "Trebuie să fiu mândră?", Daniel Bogdan, unul din fondatorii firmei soft române IP Devel. Prin aceste eforturi, Irina Athanasiu a fost unul dintre oamenii care, fără sa aibă o mare acoperire în mass-media în afara cercurilor de specialitate, au contribuit indirect la dezvoltarea industriei IT românești.